# Royaume du Dahomey
Pour le Dahomey indépendant de 1960-1975, voir République du Dahomey.
1600–1904
Entités précédentes :
- Royaume d'Allada

Entités suivantes :
- Colonie du Dahomey

Le royaume du Dahomey — ou du Danxomè en langue fon — est un ancien royaume africain situé dans le sud de l'actuel Bénin et dont on connaît l'histoire entre le XVIIe siècle et la fin du XIXe siècle. Le Dahomey se développe sur le plateau d'Abomey au début des années 1600 et devient une puissance régionale au XVIIIe siècle en conquérant des villes clés sur la côte Atlantique, en particulier le port de Ouidah. Pendant la majeure partie des XVIIIe et XIXe siècles, le royaume du Dahomey se renforce : il cesse d'être tributaire de l'Empire d'Oyo et devient un centre de la traite transatlantique, fournissant bien d'autres Etats de la région, de nombreux esclaves. Il acquit aussi la réputation d'avoir pratiqué des sacrifices humains.
En 1894, l'empire colonial français intègre le royaume à l'Afrique-Occidentale française comme « colonie du Dahomey ». Celle-ci devient indépendante en 1960 en tant que république du Dahomey, puis, pendant la guerre froide, devint un État communiste avec la république populaire du Bénin en 1975, qui s'effondra lors de la chute du bloc de l'Est pour laisser place à la république du Bénin en 1990.
Le royaume du Dahomey a été une puissance régionale importante dotée d'une économie domestique organisée, un commerce international significatif avec les pays européens, une administration centralisée, un système d'impôts et une armée organisée mixte dont la partie féminine, les Amazones (les agojié) est permanente.

## Étymologie
Le royaume du Dahomey est désigné par différents noms et écrit de diverses façons, dont Danxome, Danhome et Fon. Le terme « Fon » désigne le groupe ethnique et linguistique dominant, les Fon ; le royaume est initialement connu sous ce terme par les Européens.
Les noms « Dahomey », « Danxomè » et « Danhome » possèdent une origine similaire, dont l'historienne Edna Bay dit qu'elle pourrait être fausse. Selon cette histoire, Houessou Akaba, considéré comme 4e roi dans les chronologies modernes, obtient la permission des chefs Guédévi, les souverains locaux, de s'installer sur le plateau d'Abomey. Akaba demande des terrains additionnels à un roi nommé Dan, qui lui répond de façon sarcastique : « Voilà que vous bâtissez partout des maisons et vous m'avez l'air de ne vouloir guère vous arrêter. Si je vous accorde encore du terrain, vous finirez par bâtir partout, jusqu'à ce que vous en veniez à bâtir sur mon ventre. » S'estimant insulté, Akaba tua Dan, étendit sa dépouille dans un creux, puis construisit par-dessus son premier palais : le nom du royaume, Danhomè, signifierait selon cette légende « dans le ventre de Dan ».

## Histoire
« La côte du Dahomey, ou côte des Esclaves, a été visitée dès le treizième siècle par des navigateurs dieppois, génois et portugais ; puis, en 1725, un Français nommé Jean Préault eut l'autorisation d'y établir des comptoirs ; c'est à cette date que débuta le commerce entre les navires de Normandie et les Africains. »

— Léon Silbermann, Souvenirs de campagne

### Création
Selon les traditions locales, des populations d'origine Yorouba auraient quitté au XVIe siècle la région de Ketou en pays Yorouba (ouest et sud du Nigéria, est du Bénin) pour s'établir à Tado, près du fleuve Mono. Deux groupes s'y forment : Les Ewe (ou Ehvé) qui se dirigent vers l'Ouest (actuel Togo) et les Fon (Dauma ou Dahoméens) qui s'installent à l'Est. Les Ewe (ou Ehvé) créent Nuatja. Mais l'avènement d'un pouvoir autoritaire pousse vers 1700-1750 l'ethnie à se diviser en trois groupes : les Ehvés, les Anlos (ou Anglo) à l'est de la Volta (fleuve vers le golfe de Guinée) et les Waçi ou Ouatchis. Ils s'installent dans les régions où ils vivent aujourd'hui et forment des chefferies ou républiques dirigées par des conseils de sages.
Les Fons, eux, fondent trois royaumes. Vers 1600, ils fondent Allada (royaume des Ardres ou d'Adra). Puis des guerres de succession conduisent à la formation de deux autres royaumes : Abomey et Adjatché (Porto Novo).
Le royaume d'Abomey, rebaptisé plus tard « Dahomey », probablement par mauvaise retranscription européenne, prend vite le dessus lors de guerres de conquêtes contre ses voisins et les Yoroubas.
Le royaume du Dahomey est ainsi créé vers 1600 par le peuple Fon, établi depuis peu de temps dans la région en provenance d'un du royaume Yorouba voisin (Cf. ci-dessus) ou qui résulte de mariages entre le peuple Aja (ou Adja) et le peuple local Gedevi. Aho Houegbadja (vers 1645-1685), 3e roi d'Abomey est parfois considéré comme le roi fondateur du Dahomey. C'est un roi bâtisseur qui fait construire les palais royaux d'Abomey et poursuit des raids et des conquêtes des villes en dehors du plateau d'Abomey,.
Une révision des traditions locales remet en question la chronologie des événements, soulignant que leur récolte tardive, à la fin du XIXe siècle, comporte de nombreuses incohérences avec les différents rapports maritimes européens. La première incohérence, chronologique, concerne la fondation de Porto-Novo qui est fortement postérieure à celle d'Abomey. La version de la tradition orale est ainsi très favorable à la légitimation du pouvoir royal de Dahomey après la conquête des territoires en 1724. Une autre problématique importante est que les premières études sur le royaume de Dahomey en 1789 et 1793 relaient quelques éléments de sa création, mais aucun concernant les origines dynastiques d'Agadja. L'omission de ces liens dynastiques dans les rapports contemporains remettent fortement en question leur existence et suggèrent plutôt qu'il s'agit d'une création au sein de la tradition orale visant à légitimer les prétentions royales dahoméenne. La première version qui évoque un lien dynastique apparait dans les rapports d'un missionnaire portugais en 1797.

### Agadja (1711-1740?)

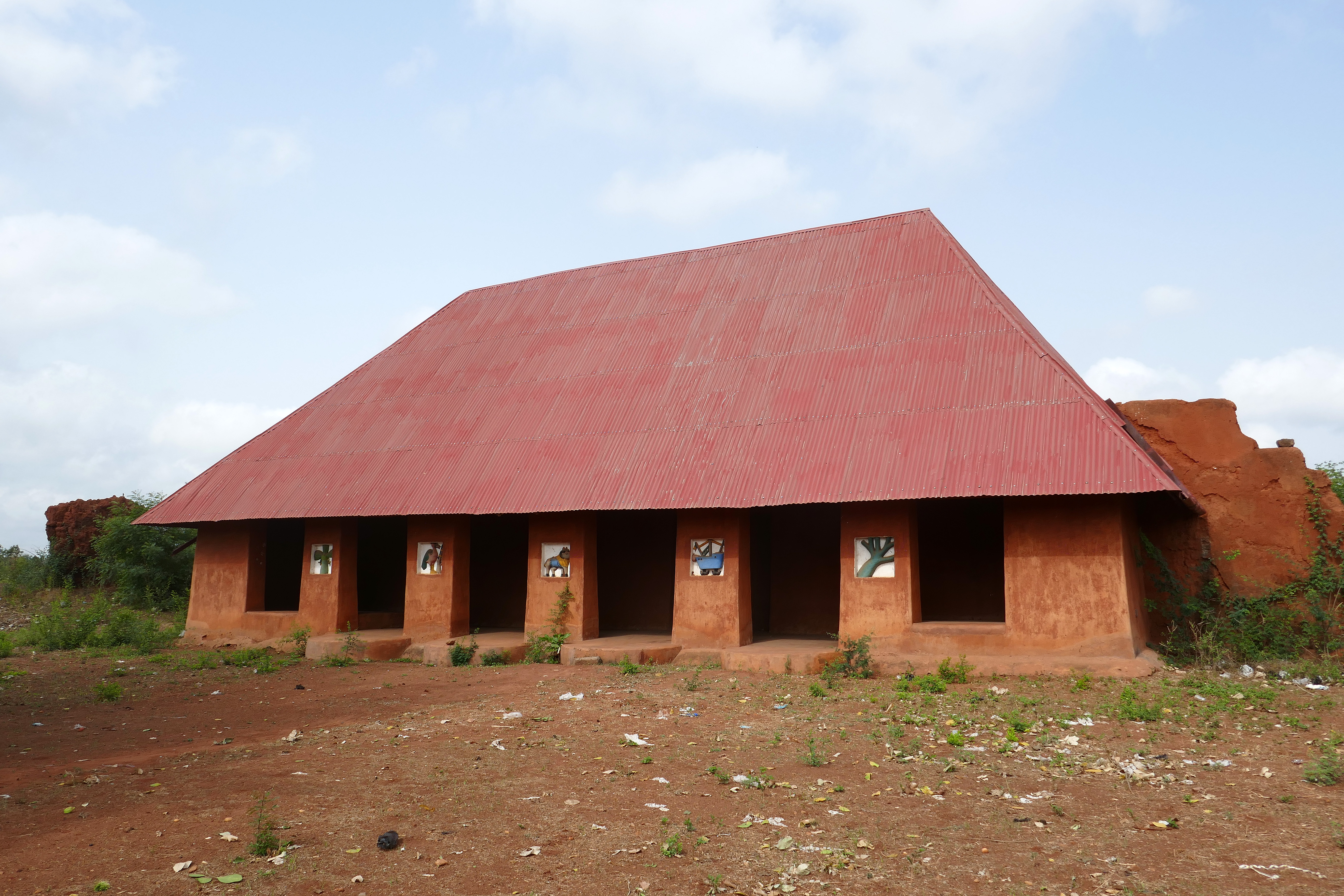
Palais restauré du roi Agadja (2019).

Agadja, fils de Houegbadja, monte sur le trône en 1718 et commence une expansion territoriale significative du royaume. En 1724, Agadja conquiert Allada : c'est l'origine de la famille royale selon la tradition orale. En 1727 il s'empare de Whydah ou Ouidah. La taille du royaume croît, particulièrement le long de la côte Atlantique, et le Dahomey devient une puissance régionale. En conséquence, le Dahomey est perpétuellement en guerre avec le principal État de la région, l'Empire d'Oyo, entre 1728 et 1740. Le Dahomey finit par accepter un statut de tributaire de l'empire d'Oyo.

### Une puissance régionale basée sur le commerce des esclaves (1740-1880)

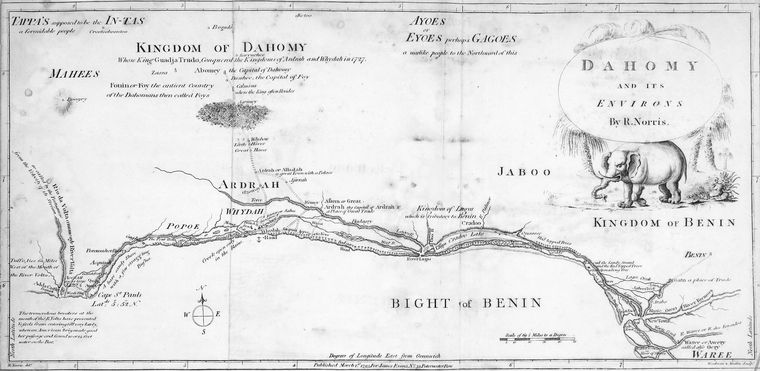
Carte du Dahomey et de ses environs, par R. Norris (1793).

Le royaume d'Abomey, fonde sa prospérité du XVIIe siècle à la première moitié du XIXe siècle sur le commerce des esclaves. Vers 1750, le roi Tegbessou vend ainsi chaque année plus de 9 000 esclaves aux négriers. On estime que ses revenus sont quatre à cinq fois plus élevés que ceux des plus riches propriétaires terriens d'Angleterre.
Le royaume devient une puissance majeure dans la traite des esclaves, ceux-ci étant fournis grâce à des raids dans les régions voisines. L'Empire d'Oyo fait parfois pression sur le Dahomey pour mettre un frein à son trafic d'esclaves, essentiellement pour protéger le sien ; le commerce esclavagiste du Dahomey marque à ces moments une pause avant de reprendre à nouveau.
Incapable de maintenir un apport régulier d'esclaves, le roi Adandozan (1797-1818) est renversé par son frère Ghézo (1818-1858) et le marchand d'esclaves brésilien Francisco Félix de Souza, installé au Bénin et au Togo (actuels) où les esclaves, provenant des royaumes voisins, étaient pratiquement le seul produit d'exportation,. Sous Ghézo, l'empire atteint son apogée ; Ghézo bat l'empire d'Oyo en 1823, mettant fin à son statut de tributaire et développant fortement le commerce d'esclaves.
Les années 1850 voient le développement d'Abeokuta, une ville vouée à la protection des populations des raids du Dahomey, et l'application d'un blocus naval par les Britanniques en 1851 et 1852 pour stopper le commerce d'esclaves. Ghézo est contraint d'arrêter les raids et accepte de mettre fin au commerce d'esclaves. Des tentatives sont effectuées à la fin des années 1850 et 1860 pour le redémarrer, mais sans succès à long terme.

### Période coloniale française

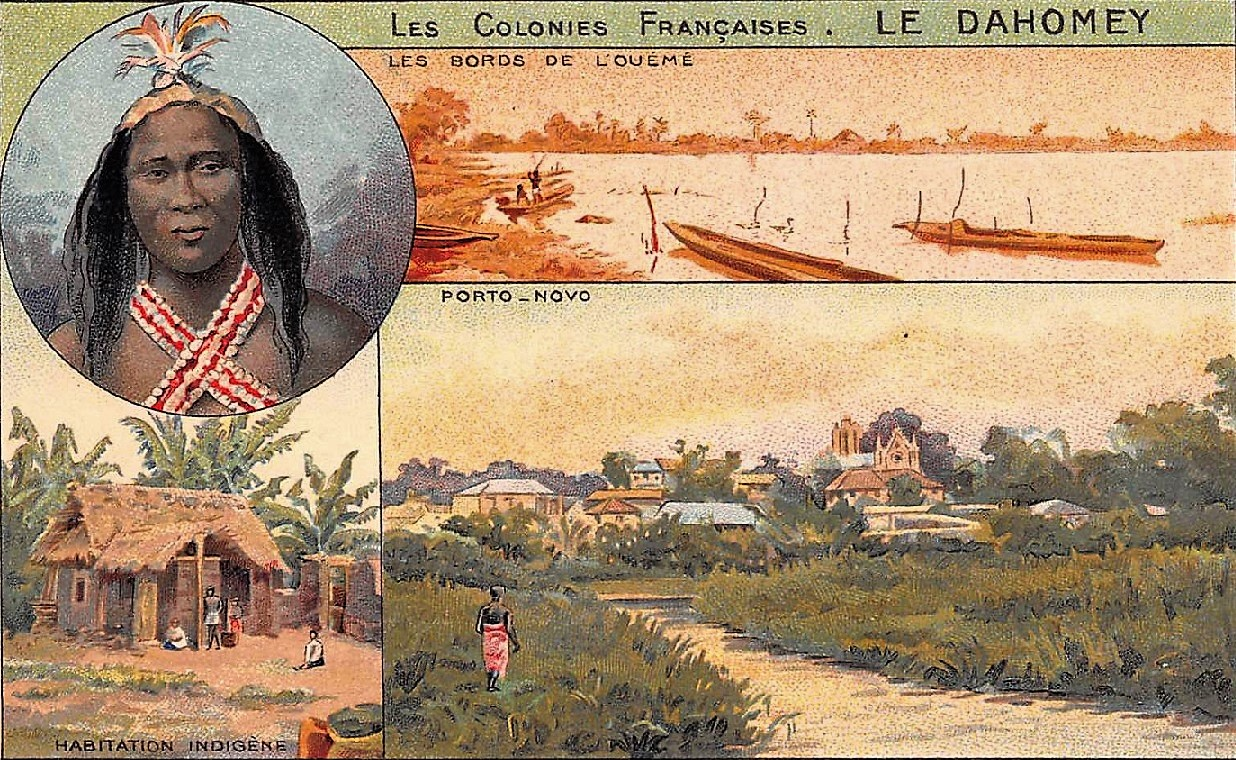
Carte postale: Les Colonies Françaises - Le Dahomey (vers 1890)

La zone côtière est contrôlée par les Français dans les années 1870 et 1880, la France obtenant un accord avec le roi Glélé en 1878 pour transformer le port de Cotonou en protectorat. « Le premier résident au Dahomey fut le lieutenant-colonel d'infanterie de marine Disnematin-Dorat, nommé par décret du 14 avril 1882. Il avait sous son autorité Porto-Novo, Cotonou et les Popos. Il eut à se débattre contre les intrigues des Anglais, Portugais et Allemands, ses voisins, qui excitaient le roi Glé-Glé contre [les Français] ». En 1883, la France fait de même avec les chefs de Porto-Novo, un rival du Dahomey.
Lorsque Béhanzin (1889-1894) prend le pouvoir, il lance des raids sur les protectorats français et conteste l'accord de cession de Cotonou. Les Français répliquent en lançant la première et seconde guerre du Dahomey entre 1890 et 1894. Les troupes françaises du général Alfred Dodds capturent et déportent le roi Béhanzin, annexent cette région et installent Agoli-Agbo comme roi. Lorsque celui-ci résiste aux tentatives d'imposition françaises, les Français dissolvent le royaume et exilent Agoli-Agbo. Il est autorisé à retourner dans la région en 1910, à des fins cérémonielles.
La colonie française, qui inclut le royaume, Porto-Novo et une grande zone au nord, prend le nom de colonie du Dahomey. Elle devient indépendante en 1960 sous le nom de république du Dahomey. Le terme reste jusqu'en 1975 lorsque le pays devient la république populaire du Bénin puis en 1990 la république du Bénin.
Le prince Arini Ouanilo, fils de Béhanzin et dernier descendant royal du Dahomey est mort à Dakar le 19 mai 1928. Il reposa d'abord dans le caveau de son épouse bordelaise, avant d'en être exhumé le 24 septembre 2006 pour être enterré au Bénin. Les successeurs actuels au trône du Dahomey, même s'ils ne possèdent plus de pouvoir politique officiel, restent d'importants leaders d'opinion auprès des Fon d'Abomey.

## Souverains du Danhomè
1. Aho Houegbadja, 1645-1685
2. Houessou Akaba, 1685-1708
3. Hangbè, 1708-1711 (reine)
4. Agadja, 1711-1740
5. Tegbessou, 1740-1774
6. Kpengla, 1774-1789
7. Agonglo, 1789-1797
8. Adandozan, 1797-1818
9. Ghézo, 1818-1858
10. Glélé (Da-Da Glélé Kini-Kini), 1858-1889
11. Béhanzin, 1889-1894
12. Agoli-Agbo, 1894-1900

### Liste des ministres du roi
| Nom    | Titre                                                         |
| ------ | ------------------------------------------------------------- |
| Mehou  | Intendant du palais, régisseur de la prison des princes       |
| Migan  | Premier ministre,justicier de la cour                         |
| Gaou   | Premier ministre de la guerre                                 |
| Possou | Ministre adjoint de la guerre                                 |
| Adjaho | Procureur du roi, chef de la police des mœurs dans le royaume |
| Tokpo  | Ministre de l'agriculture                                     |

## Le royaume du Dahomey dans la culture

### Contes et légendes
Le royaume de Danhomè apparaît dans de nombreux contes et légendes notamment en éwé et fon.

### Sculpture

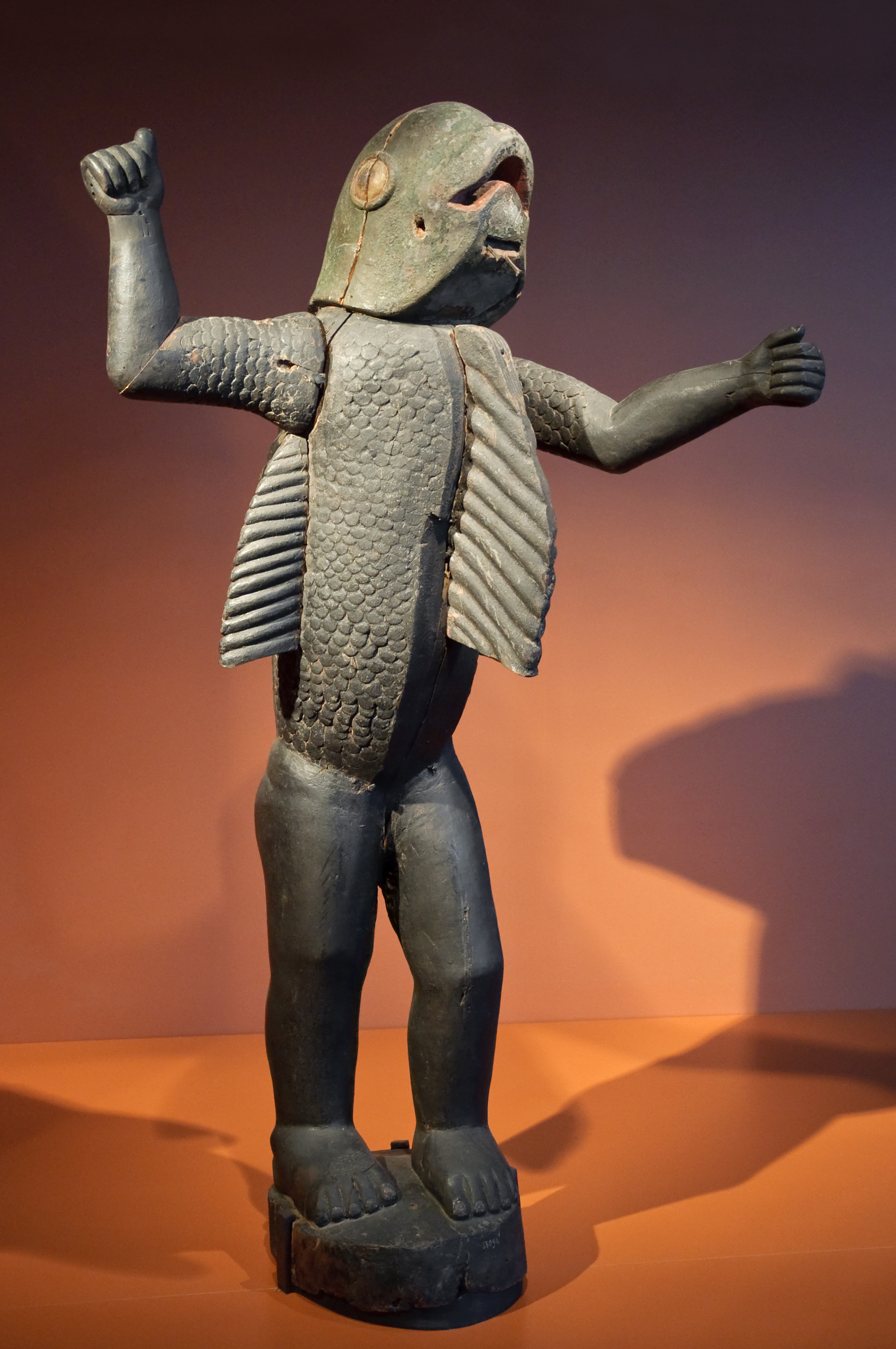
Représentation zoomorphe de Behanzin comme requin.

Durant l'existence du royaume de Danhomè, les artistes locaux ont produit d'innombrables œuvres représentant des scènes de la vie sous forme de reliefs d'argile, statuettes, tapisseries, vêtements appliqués, fresques et peintures. Parmi les traditions artistiques africaines, les arts du Dahomey sont facilement identifiables par leur style particulier même s'ils empruntent fortement aux autres peuples de la région. Les artistes furent entretenus par le roi et sa famille, qui les fournissaient en différents matériaux comme l'ivoire, le bois et les métaux (dont l'or, l'argent, le fer et le cuivre).
Les rois sont souvent décrits selon de grandes formes zoomorphes, chacun ressemblant à un animal particulier.
L'historienne Suzanne Blier (en) identifie deux aspects spécifiques de l'art du Dahomey : l'assemblage de différents composants et l'emprunt à d'autres cultures. L'assemblage, impliquant plusieurs parties (souvent de différents matériaux) combinées en une unique œuvre, est courant, résultat des différents rois promouvant des produits finis plutôt qu'un style particulier. Cet assemblage peut également résulter des emprunts des styles et techniques d'autres cultures. Les vêtements et l'architecture ressemblent aux autres représentations artistiques de la région.
Les artistes ne formaient pas une caste spécifique : leur talent suffisait pour qu'ils soient reconnus. Le rôle de la famille royale était central dans les arts. Considéré comme animal royal, le léopard fut fréquemment représenté. La plupart des œuvres tournent autour de la royauté. Chaque palais du musée historique d'Abomey contient des bas-reliefs d'argile élaborés (noundidė en fon) enregistrant les réalisations du roi, souvent représentés pendant des batailles contre les tribus Oyo et Mahi du nord du Dahomey, leurs opposants étant décrits négativement. Les thèmes historiques dominent et les personnages sont dessinés sommairement, souvent assemblés les uns sur les autres ou à proximité les uns des autres, créant un effet d'ensemble.
Les membres de la famille royale sont représentés dans des sculptures appelées bocio, incorporant des matériaux divers (métal, bois, perles, vêtements, fourrure, plumes, os) sur une base formant un personnage debout. Les bocio ont un aspect religieux et incluent différentes forces. En outre, les appliqués du Dahomey les décrivent dans des représentations zoomorphes similaires. Une tradition distincte concerne la fonte de petites figurines de cuivre représentant des animaux ou des êtres humains, portées comme bijoux ou exposées dans les habitations des personnes aisées.

### Dans la bande dessinée
La bande dessinée historique Les Passagers du vent de François Bourgeon évoque les contes et légendes du Dahomey, plus particulièrement dans les albums Le Comptoir de Juda et L'Heure du serpent.

### Au cinéma
Le film Cobra Verde de Werner Herzog, sorti en 1987, évoque le commerce d'esclaves au Dahomey. 
Le film The Woman King, réalisé par Gina Prince-Bythewood et sorti en 2022, dépeint une version romancée de l'histoire des Amazones du Dahomey
En septembre 2024, le documentaire fantastique Dahomey de Mati Diop, cinéaste franco-sénégalaise, sort en salles après avoir obtenu l'Ours d'or à la 74e Berlinale. Le film traite spécifiquement de la restitution en 2021 de 26 trésors royaux, objets d'art et de dévotion pillés par les colons français à la fin du XIXe siècle au royaume du Dahomey.

### Dans les jeux vidéo
Le royaume du Dahomey est mis en scène comme l'une des puissances jouables dans les jeux vidéo de stratégie Europa Universalis 4 (Paradox Development Studio, 2013) et Victoria 3 (même studio, 2022). 
Les Agojie apparaissent comme unité dans le jeu de stratégie Empire: Total War (The Creative Assembly, 2009).

#### Bande dessinée
La première partie de la série de bandes dessinées Les Passagers du vent évoque le comptoir portugais de Juda sur les côtes du royaume du Dahomey (François Bourgeon, éditions Glénat, de 1980 à 1984).

### Filmographie
- Dahomey : rois et dieux, Fondation Zinsou, Cotonou, 2005 (DVD)
- The Woman King (2022)